# Трансилвания (окръг, Северна Каролина)
Окръг Трансилвания (на английски: Transylvania County) е окръг в щата Северна Каролина, Съединени американски щати. Площта му е 987 km², а населението – 33 482 души (2016). Административен център е град Бревард.